# Zelene, Bilopillea
Zelene (în ucraineană Зелене) este un sat în comuna Korșaciîna din raionul Bilopillea, regiunea Sumî, Ucraina.

## Demografie
Componența lingvistică a localității Zelene
     Ucraineană (91,15%)
     Rusă (8,85%)
Conform recensământului din 2001, majoritatea populației localității Zelene era vorbitoare de ucraineană (91,15%), existând în minoritate și vorbitori de rusă (8,85%).